# Други српски устанак
Други српски устанак представља другу фазу Српске револуције (по неким историчарима трећу, уколико се у револуционарне активности рачуна и Хаџи-Проданова буна из 1814. године) против Османског царства, која је избила кратко по окончању Првог српског устанка. Други српски устанак је довео до српске аутономије у оквиру Османског царства и успостављања Кнежевине Србије, која је имала своју скупштину, устав и владарску династију.

## Позадина
После пропасти Првог српског устанка, српски народ се нашао у горем положају. Турци су настављали са убијањем људи, паљењем села и малтретирањем. Многе српске породице су побегле преко границе у Срем и Банат.
Велики везир Хуршид-паша је прогласио амнестију за српске устанике. Месец дана касније је поставио дванаест оборкнезова у дванаест нахија Београдског пашалука. Заједно са народом коме су стајали на челу, Турцима су се предале неке војводе и кнезови из Првог српског устанка: архимандрит Глигорије Радоичић, Милош Обреновић, Лазар Мутап, Арсеније Лома, Милић Дринчић, Павле Пљакић и Станоје Главаш.
У Београду је успостављена власт Сулејман-паше Скопљака. Почетак његове власти је обележен терором, насилним скупљањем оружја, увођењем кулука за оправку градова и путева, суровим утеривањем намета и феудалних обавеза. Оваква ситуација је изазвала поновно појављивање хајдука, који су и даље одржавали ратно стање у земљи. У Србији су са великим интересовањем праћени међународни догађаји, поготово после војног успеха Русије против Наполеона. Прота Матеја Ненадовић је упутио молбу руском цару Александру да се Србија припоји Русији или да добије положај какве су имале Молдавија и Влашка под руским протекторатом. Дошло је поново до сусрета кнезова који су добили онакву улогу коју су имали уочи претходног устанка.
Помоћу проте Матеје српски кнезови су упутили молбе за помоћ Аустрији, Русији и осталим европским силама које су учествовале на Бечком конгресу.
Милош Обреновић је био најзначајнија српска личност у Београдском пашалуку после пада устаничке Србије. После слома устанка предао се Али-аги Серчесми, а касније је постављен за оборкнеза Рудничке нахије. Сулејман-паша Скопљак је у Обреновићу пронашао сарадника и поставио га је за баш-кнеза Крагујевачке, Рудничке и Чачанске нахије.
Односи између Порте и Срба су се још више заоштрили. Упркос обавезама који су за Турке произилазиле из осме тачке Букурешког мира, турска управа у Србији је даље наставила са дахијским начином владавине, насиљем, националним угњетавањем и економском експлоатацијом.
Управо због такве ситуације избило је неколико буна, да би у јесен 1814. године, у околини Чачка спонтано избила Хаџи Проданова буна. Буна се проширила и на суседне нахије. Буна је избила у јесен, што је Милошу Обреновићу дало разлог да одбије да се стави на чело буне. Чак је са неколико српских кнезова помогао њено гушење. Побуњеници су се код Кнића сукобили са војском Милоша Обреновића и његовог побратима Ашим-бега. Иако су побуњеници однели победу, Милош Обреновић и Ашим-бег су остали на бојишту, што је код побуњеника изазвало забуну, па су се повукли својим кућама. После пропасти буне, Хаџи-Продан Глигоријевић је побегао у Аустрију

## Устанак

### Таковски сабор
Сулејман-паша је и након Хаџи-Проданове буне наставио са терором. Припреме за следећу буну почеле још док је Сулејман-паша држао Милоша Обреновића у Београду. Милош је издејствовао своју слободу под изговором скупљања новца за откуп српског робља.
Други српски устанак је почео спонтано. Локалне српске старешине су почеле да убијају Турке који су скупљали порез, а Арсеније Лома је опсео Рудник. На црквени празник Цвети 11. априла (23. априла по грегоријанском календару) 1815. у Такову су се окупиле неке српске старешине. Старешине су замолиле Милоша Обреновића да буде вођа устанка, што је он, уз колебање, прихватио.

## Битке
Оружане борбе су трајале око 4 месеца. Други српски устанак је за разлику од Првог устанка од почетка био уперен против легалне власти, коју је представљао Сулејман-паша. Порта је на устанике послала две војске са подручја Царства и једну из Смедеревског санџака. Устаници су опсели Чачак и држали га под опсадом наредних четрдесетак дана. Милош Обреновић је опсаду Чачка оставио свом брату Јовану Обреновићу, Милићу Дринчићу и Јовану Добрачи, а са својом војском је кренуо на север и сукобио се са Турцима код Палежа и однео победу, заробивши уз то и два топа. После битке на Палежу устаници су успоставили везу са емиграцијом у Аустрији. У Србију су се од војвода вратили Петар Николајевић Молер, Павле Цукић, Стојан Чупић, Сима Катић и Сима Ненадовић.
Из Палежа Обреновић је кренуо ка Ваљеву које је под опсадом држао Павле Цукић и заједно су га освојили Обреновић, Цукић и Ненадовић. Срби су првобитно били на Кличевцу, а потом са нових положаја на Колубари су испалили из топа три хица предвече, па су се Турци уплашени величином српске војске и топом повукли, а Срби су Ваљево заузели без борби. Ту је дошло до првих размирица између вођа устанка, јер су Молер и Цукић од Милоша тражили да заједно деле власт. Ненадовић је потом у Ваљеву запалио Кулу Ненадовића. Потом су су наставили ка Чачку. Турци су напали устанике на Љубићу, али су их они одбили и прешли Западну Мораву и подигли шанчеве на обали. Током борби око шанчева погинуо је Танаско Рајић, и Турци су запленили српске топове, али је у борбама убијен турски заповедник Ћаја Имшир паша. Међу Турцима је ово унело пометњу и Милош их је код села Ртари потукао.
После боја Милош концентрише огромне устаничке снаге од око 12 хиљада војника, са којим се упутио ка Пожаревцу. На путу за Пожаревац дошло је до боја између Милошеве војске и делија Асана делибаше (познатог као Јосни Анадоли Гази), у ком је Милош личном иницијативом повео напад на Турке и поразио их. Током боја погинуо је шурак кнеза Милоша и брат кнегиње Љубице, Јован Вукомановић.
После овог пораза, Порта упућује казнене војне јединице из Ниша и Босне према јужној и западној граници Србије, где су се концентрисале устаничке снаге. Турска војска из Босне је претрпела пораз на Дубљу, а турска војска из Ниша на Љубићу.

## Крај устанка
Оружани сукоби са турском војском нису имале онај интензитет и оне размере као у Првом устанку. Доста је утицала и ситуација на руском фронту и Наполеонов пораз; постојала је могућност руске интервенције на основу осме тачке Букурешког уговора, па је Порта наредила да се на Србију што пре пошаљу две велике војске, румелијска са истока и босанска са запада. Порта је била спремна да се устанак оконча и преговорима које неће много штетити Османском царству. Дошло је до преговора Марашли Али-паше и Куршид-паше са Милошем Обреновићем и закључивања усменог договора Марашли Али-паше и Милоша 25. октобра 1815.
Тако је прекинута оружана борба, мада то није прекинуло устаничке борбе за остварење циљева постављених 1804. и 1815. године. Оно добија само нове облике који одговарају новонасталој ситуацији — дуготрајни дипломатски преговори уз помоћ Русије. Турска је споразум схватила као коначни прекид борбе и устанка, али за Милоша Обреновића и устанике споразум је представљао основу за даље проширење повластица и полазну тачку у даљој борби за остваривање коначних циљева устанка — рушење турске феудалне владавине и успостављање сопствене власти.
Повластице које су добијене споразумом (успостављање двојне управе, те скупљање данка од стране Срба, обезбеђење од злоупотребе спахија и других турских чиновника, постављање кнезова по нахијама, основање Народне канцеларије у Београду...) давале су Србима извесну самоуправу, која је омогућавала даљи економско-друштвени и политички развој.

## Последице
После победе Русије над Турском, Једренским миром 1828. године, решено је и српско питање. Издата су два нарочита султанова писма — хатишерифи 1830. и 1833. године, којима су се потврђивала самоуправна права кнежевине Србије. Једном посебном одредбом од 1833. године, феудалне обавезе су урачунате у годишњи данак који је Србија плаћала Порти. Овим формално је било решено аграрно питање и уништени су феудални односи и турска власт у Србији.

## Устанак у популарној култури
Догађаји из Другог српског устанка екранизовани су у серији Вук Караџић. Бој на Равњу и Милошев разговор са Јаковом Ненадовићем екранизован је у 5. епизоди. Милошева предаја Турцима, последице Хаџи-Проданове буне, излагање главе Станоја Главаша, одлазак код Скопљак-паше у Београд, Милошев одлазак и дизање устанка у Такову екранизовани су у 7. епизоди. У истој епизоди приказани су Бој на Пожаревцу, опсада Ваљева без борби где се Милош договара са Цукићем и Молером, Бој на Дубљу без борби и Милошев састанак са Марашли Али-пашом код Ћуприје. Бој на Љубићу, Бој на Палежу као и Милошев састанак са Хуршид-пашом на Орловом пољу нису приказани у серији. У оквиру прославе 200-годишњице Другог српског устанка, Историјски музеј је израдио изложбу стрип аутора Горана Ђукића Горског под насловом „Ето мене, ето вас, сећања кнеза Милоша на Други српски устанак.” На изложби су приказани Бој на Равњу, Таковски устанак, Бој на Љубићу, Бој на Дубљу и Милошев договор са Марашлијом.

## Галерија
- Сима Милутиновић Сарајлија учесник боја на Дубљу
- Кнежевина Србија 1833. године
- Музеј Другог српског устанка у Такову
- 50 година Таковског устанка